# 大阪市庁舎
大阪市庁舎（おおさかしちょうしゃ）は大阪市の庁舎である。現在の4代目庁舎は大阪市北区中之島に所在する。

## 初代
西区江之子島上之町にあった木造2階建ての仮庁舎で1899年（明治32年）12月29日から使用された。本建物には市会議場が存在しなかったため、大阪市の議会には大阪府の議事堂が利用された。

## 2代目
北区堂島浜通2丁目にあった木造2階建ての議事堂を持つ仮庁舎で、1912年（明治45年）5月に竣工し、1912年（明治45年）5月18日に旧庁舎から移転するに至った。

## 3代目

### 沿革
1911年（明治44年）2月、大阪市会では大阪・中之島公園の地に新庁舎を建設するの議を定めた。市はその設計案を懸賞募集とすることで一般の案を募り、1912年（大正元年）9月に行われた審査の結果、応募された65案中3案が優秀案に選定され、この3案を参考に設計されることとなった。優秀作の第1席は台湾総督府技師小川陽吉の案であった。
計画は大阪市の財政事情により延期されながらも、1917年（大正6年）6月、片岡安により実施設計が行われた後、1918年（大正7年）6月に着工し、1921年（大正10年）5月に竣工した。この3代目庁舎落成を記念して大阪市歌が制定されている。
1982年（昭和57年）1月に新庁舎の第1期工事が完工した後、1982年（昭和57年）5月7日に閉庁式が執り行われ、1982年（昭和57年）6月11日より取り壊しに着手され、1982年（昭和57年）12月には地上部の解体工事が完了し、跡地には新庁舎の第2期工事が1986年（昭和61年）1月27日に完工した。

### 建築概要
様式は近世復興式とされる。

## 4代目

### 沿革
戦後の1961年（昭和36年）8月には庁舎を解体撤去した跡地および、庁舎と大阪府立中之島図書館の間にあった豊国神社跡の敷地に新庁舎の新築が計画されたが、その後の1964年（昭和39年）9月に豊国神社跡地に仮設の別館が建設され狭隘が緩和されたことなどにより、この時点では実行されなかった。
その後も引き続き庁舎及び周辺建物（日本銀行大阪支店、大阪府立中之島図書館、大阪市中央公会堂）の建て替えは大阪市の内外で議論され、大阪市では1968年（昭和43年）3月30日に「市庁舎建設基金条例」が制定され、毎年3億円が新庁舎の建設基金として積み立てられることとなった。
また、1972年（昭和47年）から1976年（昭和51年）には庁舎の調査が行われた。その結果を要約した大阪市の資料では、耐震補強・改修などの手段によって安全に運用することは可能としながらも、それらは暫定的な措置に過ぎないとしていた。
1974年（昭和49年）2月25日には日本建築学会が大阪市庁舎（本建物）、日本銀行大阪支店本館、大阪府立中之島図書館、大阪市中央公会堂の4建物を永久に保存するべきであるとする要望書「中之島東部の景観と歴史建造物の保全に関する要望書」を大阪市長宛てに提出。
1976年（昭和51年）8月、大阪市は「3立地4構想案」として、庁舎を保存・改修した上それに隣接する別館を建て替える案、庁舎およびそれに隣接する別館をそれぞれ解体撤去したうえ一体庁舎を立てる案、市立中央体育館跡に新庁舎を建設する案、大阪駅前第3ビル・大阪駅前第4ビルを市庁舎として利用する案の4案を公表し、一般の意見を募った。
その後大阪市の市庁舎問題調査委員会では、大阪市役所は中之島にとどまるべきとした上、庁舎は改修によって保存活用は可能だとしながらも、それおよび別館を解体撤去し敷地を一体化して新庁舎を立てることが最も望ましいとする意見書を1976年（昭和51年）12月20日付で大阪市長宛てに提出した。
大阪市では設計を指名設計競技により行うことにし、村野藤吾、竹腰健造の両名に建築顧問を委嘱した上、浦辺建築事務所、大建設計、東畑建築事務所、日建設計、安井建築設計事務所の5事務所を指名した。それには上述事務所には設計要項が1978年（昭和53年）5月に示され、1978年（昭和53年）7月10日を締め切りまでに各事務所1案合計5案の提出があり、1978年（昭和53年）8月18日に行われた最終審査では日建設計案が採用され、このほかの4案も参考に供されることになった。かくして実施設計は日建設計、大阪市建築局（当時）により行われることになり、第1期部分の実施設計案は1979年（昭和54年）1月に発表され、第2期の実施設計は1980年（昭和55年）3月に完了した。
そして、別館を解体撤去し本建物の第1期部分を建設する工事の起工式が1979年（昭和54年）4月23日に行われ、1982年（昭和57年）1月に竣工した。その後、庁舎を解体撤去し本建物の第2期部分を建設する工事が1982年（昭和57年）5月に着工し、1986年（昭和61年）1月27日に竣工した。

### 建築概要
外装は花崗岩張りで、市民ロビーと称される空間には旧庁舎の遺構が展示されており、その外装であった花崗岩も一部再利用されている。

## 年表
- 1912年（明治45年）5月 - 2代目大阪市庁舎竣工
- 1918年（大正7年）
  - 4月13日 - 3代目大阪市庁舎地鎮祭
  - 6月23日 - 3代目大阪市庁舎着工
- 1919年（大正8年）1月25日 - 3代目大阪市庁舎斎鏡奉鎮式
- 1921年（大正10年）5月 - 3代目大阪市庁舎竣工
- 1964年（昭和39年）9月 - 3代目大阪市庁舎に隣接して仮設別館竣工
- 1974年（昭和49年）2月25日 - 日本建築学会は「中之島東部の景観と歴史建造物の保全に関する要望書」を大阪市長に提出
- 1979年（昭和54年）4月23日 - 4代目大阪市庁舎第1期工事起工式
- 1982年（昭和57年）
  - 1月 - 4代目大阪市庁舎第1期工事完工
  - 2月 - 4代目大阪市庁舎第1期工事竣工式
  - 5月7日 - 3代目大阪市庁舎閉庁式
  - 6月11日 - 3代目大阪市庁舎解体工事着工
- 1985年（昭和60年）8月10日 - 4代目大阪市庁舎第2期工事定礎式
- 1986年（昭和61年）1月27日 - 4代目大阪市庁舎第2期工事竣工式